# 菲爾·尼可羅
菲利普·亨利·「菲爾」·尼可羅（英語：Philip Henry "Phil" Niekro，1939年4月1日—2020年12月26日），為美國職棒大聯盟的投手。職業生涯大多效力於亞特蘭大勇士。生涯318勝為大聯盟史上第16多。他生涯共入選5次明星賽、5屆金手套獎得主。而他在1997年入選名人堂。
尼可羅和他的弟弟喬·尼可羅都是美國職棒60年代到80年代最知名的蝴蝶球投手。由於兩人都是以蝴蝶球和直球這種比較不傷手的球路做搭配，所以兩人的職業生涯都非常的長，他們一共拿下539勝，為大聯盟史上合計拿下最多勝的兄弟檔。有趣的是，喬在職棒生涯唯一一支全壘打就是在1976年一場太空人對勇士的比賽中對菲爾打出來的。而菲爾在40歲過後還能拿下121勝，目前仍是大聯盟紀錄。
1979年，尼可羅拿下21勝20敗，成為大聯盟最後一位單季拿下超過20勝20敗的選手。那年他還和弟弟一起拿下國聯勝投王，當年喬在國聯賽揚獎票選第二名，菲爾則是排在第六。

## 職業生涯

### 密爾瓦基/亞特蘭大勇士
1964年，尼可羅登上大聯盟。這年他只投了15局便回到小聯盟。隔年他回到大聯盟，並出賽了41場比賽拿下6次救援成功。1966年，他有一半的時間在小聯盟，那年他投出4勝3敗，防禦率4.11。
1967年，他拿下11勝9敗，防禦率1.87，還有9次救援成功。這年他還有10場完投，因此他也入選球隊的先發輪換名單中。隔年他拿下14勝12敗，還有15場完投。1969年，他首度入選明星賽。這年他拿下23勝13敗，防禦率2.56。他在賽揚獎票選上只輸給湯姆·西佛。那年勇士隊闖進季後賽，卻在國聯冠軍賽輸給大都會。
1970年，他只投出12勝18敗，防禦率4.27。這年他還挨了40支全壘打，為聯盟最多。1973年8月5日，尼可羅投出無安打比賽，這也是勇士隊搬來亞特蘭大後的第一場無安打比賽。
1974年，尼可羅投出了生涯年。該年他拿下聯盟最多的20勝、302.1局投球與18場完投。最後他在賽揚獎拿下第三名。1979年，邁入不惑之年的尼可羅仍拿下21勝。1978年和1979年，他都在賽揚獎票選拿下第六名。1978年至1980年，他完成了金手套獎三連霸。

### 紐約洋基

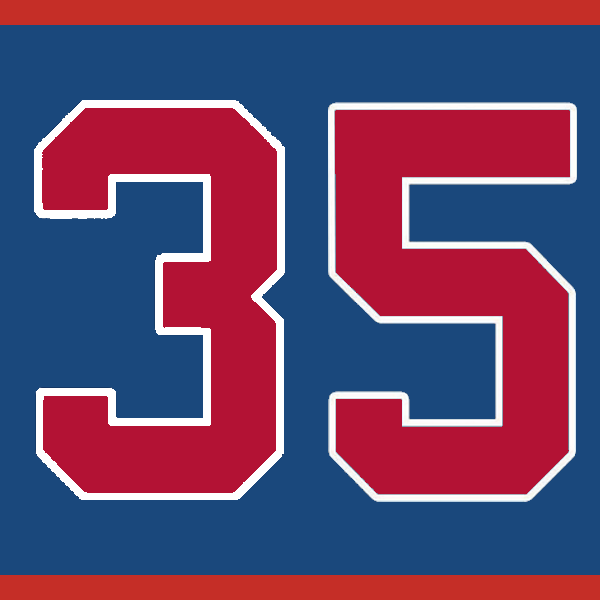
1984年，勇士隊將尼可羅的35號球衣退休。

1984年，尼可羅加入洋基隊。那年他拿下16勝，並順利入選明星賽。
1985年10月6日，尼可羅拿下職業生涯300勝。而且他還以46歲又188天的年紀成為當時最老投出完封勝的投手，這項紀錄一直到2010年才被傑米·莫耶超越。那年他拿下16勝12敗，這也是他最後一次單季拿下超過15勝。1986年球季開打前，他遭到洋基隊釋出。

### 克里夫蘭印地安人
1986年，他加入了印地安人隊，先發32場比賽拿下11勝11敗。隔年他先發26場比賽，不過只拿下7勝11敗。

### 多倫多藍鳥
1987年8月9日，印地安人用尼可羅向藍鳥隊交易達里爾·蘭德魯姆（Darryl Landrum）和唐·戈登（Don Gordon）兩位球員。不過尼可羅在藍鳥的成績非常不理想，先發3場比賽吞下0勝2敗。他也隨即遭到球隊釋出。

### 重返勇士隊
1987年9月23日，尼可羅再次加入勇士隊。9月27日，尼可羅在生涯最後一次先發投了3局掉5分無關勝敗。球季結束後他也宣布退休。
這年尼可羅已年屆48歲，成為當時大聯盟史上最老於例行賽登場的選手。這項紀錄一直到2007年才被49歲的胡立歐·法蘭柯超越。他生涯只打過兩次季後賽，不過兩次都鎩羽而歸。職業生涯跨越24個球季卻從未打過一次世界大賽，尼可羅也寫下了新紀錄。

## 生涯投球數據
| 勝投 | 敗投 | 防禦率 | 出賽場次 | 先發 | 完投 | 完封 | 投球局數 | 安打 | 失分 | 自責分 | 全壘打 | 保送 | 三振 | 暴投 | 觸身球 |
| ---- | ---- | ------ | -------- | ---- | ---- | ---- | -------- | ---- | ---- | ------ | ------ | ---- | ---- | ---- | ------ |
| 318  | 274  | 3.35   | 864      | 716  | 245  | 45   | 5404     | 5044 | 2012 | 2337   | 482    | 1809 | 3342 | 226  | 123    |

## 退休之後
退休後，尼可羅曾在女子棒球隊執教。他的姪子蘭斯（Lance）曾在2003年於巨人隊登上大聯盟。當蘭斯打擊能力下滑時，尼可羅曾教他如何投蝴蝶球。
1997年，他在第五年的票選終於入選名人堂。他也是那年唯一一位入選的球員。
2020年12月26日從睡夢中安詳離世，此前與癌魔搏鬥多年，享壽81歲。

## 外部連結
- 球員資訊和成績在MLB，ESPN，Baseball-Reference，Fangraphs（英文）
- 菲爾·尼可羅在台灣棒球維基館上的頁面（繁體中文）